# Вјелимје
Вјелимје (пољ. Wielimie) је језеро у Пољској. Налази се на дравском појезерју у војводству Западно Поморје. Површина језера је 1865,3 ha, а максимална дубина 5,5 m. Језеро је дугачко око 7 km, а широко око 4,9 km. На језеру се налази 10 острва укупне површине 100,7 ha, међу којима и највеће језерско острво у Пољској површине 80 ha, на коме се налази рибњак. Кроз језеро Вјелимје протиче река Гвда, утиче и река Њездобна (пољски - Niezdobna). Обална линија језера је доста разуђена. Обале су ниске, местимично мочварне.
На језеру се налази град Шчећинек.